# Vĩnh Bửu
Vĩnh Bửu là một xã thuộc huyện Tân Hưng, tỉnh Long An, Việt Nam.

## Địa lý
Xã Vĩnh Bửu nằm ở cực nam huyện Tân Hưng, có vị trí địa lý:
- Phía đông giáp huyện Tân Thạnh và thị xã Kiến Tường
- Phía tây giáp xã Vĩnh Châu A và tỉnh Đồng Tháp
- Phía nam giáp tỉnh Đồng Tháp
- Phía bắc giáp xã Vĩnh Đại.

Xã có diện tích 39,95 km², dân số năm 2003 là 4.155 người, mật độ dân số đạt 104 người/km².

## Lịch sử
Xã Vĩnh Bửu được thành lập vào ngày 15 tháng 5 năm 2003 trên cơ sở 3.995 ha diện tích tự nhiên và 4.155 người của xã Vĩnh Đại.